# Лейзеров, Аркадий Тевелевич
Аркадий Тевелевич Лейзеров (17 января 1922, Минск — 12 марта 2007, Минск) — белорусский юрист, доктор юридических наук, профессор Белорусского государственного университета, автор около 300 работ, в том числе 5 монографий.

## Фрагменты биографии
- потомственный минчанин, родился в Минске в семье служащего.
- Отец — Тевель Исаакович Лейзеров по образованию провизор, перед началом Великой Отечественной войны работал старшим научным сотрудником НИИ Стройматериалов БССР в Минске.
- Мать — Серебрянская Мирра Исааковна, её родной брат Серебрянский, Яков Исаакович, один из руководителей заграничной разведывательной и диверсионной работы советских органов госбезопасности. Умерла в 1930 году .
- В 1939 году окончил с отличием 1-ю Минскую среднюю школу и стал студентом Минского юридического института.

## Военная служба
- В 1940 г. призван в армию.
- С 22 июня 1941 года по 1944 год участник обороны Ленинграда в составе 2-й роты 1-го батальона, 2-й зенитный пулемётный полк 2-го корпуса ПВО г Ленинграда.
- Прошел всю Великую Отечественную войну с 22 июня 1941 г по 9-го мая 1945 г. непрерывно (Ленинградский фронт, Украинский фронт). Прошел путь от рядового до гвардии капитана. Окончил войну в Вене. Награждён орденом Отечественной войны второй степени, двумя орденами Красной Звезды, медалями: «За боевые заслуги», «За оборону Ленинграда», «За взятие Будапешта», «За взятие Вены» и другими.
- После завершения войны несколько лет прослужил в войсках, дислоцированных в странах Восточной Европы. Служил на командных армейских должностях, в системе военных трибуналов и органах местного военного управления.

## Учёба
- После окончания войны без отрыва от службы в 1949 г окончил заочно Военно-юридическая академия РККА (г. Москва) и в 1954 году — Военный институт иностранных языков.

## Педагогическая деятельность
- В 1963 г переходит на работу на юридический факультет БГУ, где и проработал до конца жизни.
- Осенью 1965 г. защищает в Москве, в Институте государства и права кандидатскую диссертацию на тему «Развитие избирательного законодательства Белорусской ССР». Будучи доцентом кафедры конституционного права юридического факультета БГУ он ведет активную педагогическую и научную работу.
- К 1987 году была подготовлена докторская диссертация — «Теоретические проблемы совершенствования демократических начал в формировании и деятельности местных Советов депутатов (социально-правовой аспект)», которую он защитил на Ученом Совете юридического факультета МГУ.

Тема успешно защищенной диссертации: По отзывам членов Ученого Совета диссертация содержала «… ценные теоретические положения и многочисленные предложения по совершенствованию законодательства. …». Нетрадиционным и новаторским в работе было использование математических (статистических) методов для подтверждения достоверности приведенных в диссертации количественных результатов.
После защиты диссертации Аркадия утверждают в должности профессора кафедры. Продолжается активная преподавательская и научно-исследовательская работа.
Похоронен в колумбарии Северного кладбища Минска.

## Профессиональная деятельность
- С 1993 г. — член Комиссии по разработке проекта Конституции Республики Беларусь. Член научно-консультативного Совета Конституционного Суда Республики. Участвует в работе международных научных конференций (Венгрия, Германия). Читает лекции в Печском университете (Венгрия), в Академии государства и права при Совете Министров ГДР. С 1992 г. — постоянный сотрудник и корреспондент германского журнала «Экономика и право в Восточной Европе».

## Научные труды
- Всего написано 296 научных работ, в том числе 5 монографий.
- А. Т. Лейзеров — автор 300 научных и публицистических трудов, в том числе четырёх монографий.

Монографии:
- Советская избирательная система (на белорусском языке) Минск. Белгосуниверситет, 1974 г.,10,13 п.л. (8 рецензий)
- Демократические формы деятельности местных Советов. Минск, Белгосуниверситет. 1977 г. 7, 58 п.л. (4 рецензии).
- Конституционный принцип гласности работы Советов народных депутатов.. Минск. Белгосуниверситет, 1981 г.,10, п.л. (3 рецензии)
- Они защищали небо Ленинграда. Ленинград. 2001 г. 9,9 п.л.
- Полный список трудов А. Т. Лейзерова дан в его брошюре «Право и жизнь» (библиография). Минск. Белгосуниверситет, 2004 г

## Награды
- Награждён орденом Отечественной войны второй степени,
- Два ордена Красной Звезды,
- Медали: «За боевые заслуги», «За оборону Ленинграда», «За взятие Будапешта», «За взятие Вены» и другими.